# Leptolarthra impunctata
Leptolarthra impunctata är en stekelart som beskrevs av Robert A.Wharton 2002. Leptolarthra impunctata ingår i släktet Leptolarthra och familjen bracksteklar. Inga underarter finns listade i Catalogue of Life.